# Batarà pissarrós del Planalto
El batarà pissarrós del Planalto (Thamnophilus pelzelni) és una espècie d'ocell de la família dels tamnofílids (Thamnophilidae).

## Hàbitat i distribució
Habita la selva pluvial del sud i est del Brasil.